# 野島秀夫
野島 秀夫（のじま ひでお、1957年3月9日 - ）は、日本の裁判官。福岡高等裁判所部総括判事等を経て、福岡家庭裁判所所長を務めた。

## 人物・経歴
岡山県岡山市生まれ。岡山市の高等学校を経て、一橋大学法学部卒業後、1983年司法修習生（福岡）。1985年裁判官に任官。大阪地方裁判所判事補、那覇地方裁判所判事補、東京地方裁判所判事補、広島地方裁判所裁判事補、新潟地方裁判所新発田支部判事、福岡地方裁判所判事、福岡高等裁判所判事、福岡地方裁判所小倉支部部総括判事、熊本地方裁判所部総括判事、福岡地方裁判所部総括判事、福岡高等裁判所判事を経て、2016年熊本地方裁判所所長。2017年福岡高等裁判所部総括判事。2020年福岡家庭裁判所所長。2022年定年退官。

## 裁判
- 安倍晋三宅火炎瓶投擲事件で、被告人は、安倍晋三衆議院議員に下関市長選挙への金銭協力要請を行ったものの拒否されたため、暴力により金銭を得ようとして工藤會系組長に犯行を依頼したと認定した上で、「反社会的な犯行で極めて悪質」として、組長に懲役20年の刑を言い渡すなどした[7][8]。
- 工藤會による福岡県警察警部銃撃事件の控訴審で、野村悟第5代工藤會総裁による指揮命令で実行されたと認定し、被告人の控訴を棄却した[9][10]。